# プロヴァンスの贈りもの
『プロヴァンスの贈りもの』（プロヴァンスのおくりもの、原題: A Good Year）は、2006年のアメリカ合衆国のロマンティック・コメディ映画。原題の「A Good Year」はワイン作りにおける「当たり年」の意。

## 概要
フランス南部プロヴァンスにぶどう農園を所有しているリドリー・スコット監督が、「ブティック・ワイン」（メジャーな市場では全く無名であるにもかかわらず、その高品質により高値で取引される希少生産ワイン）の噂話を30年来の友人である『南仏プロヴァンスの12か月』で有名な作家ピーター・メイルに持ちかけたところ、メイルがその話を元に小説を執筆し、スコットが映画化することとなった。

## ストーリー
シャトーでワイン醸造家をしているおじを持つマックスはロンドンで金融トレーダーをしていた。そこへ彼のもとにおじの訃報が届く。遺産を相続することが決定していたマックスはそれをすべて売却することを考えていた。だが、シャトーに来たとたん、少年時代の思い出が次々に蘇り、心が揺らいできた。さらに、地元でレストランを経営するファニーとの出会いもまた、彼に変化をおよぼした。

## キャスト
| 役名                       | 俳優                           | 日本語吹替 | 日本語吹替                 |
| 役名                       | 俳優                           | ソフト版 | 機内上映版                 |
| -------------------------- | ------------------------------ | --- | -------------------------- |
| マックス・スキナー         | ラッセル・クロウ               | てらそままさき | 小杉十郎太                 |
| ファニー・シュナル         | マリオン・コティヤール         | 小島幸子 | 安藤麻吹                   |
| 少年時代のマックス         | フレディ・ハイモア             | 亀井芳子 | 池田恭祐                   |
| ヘンリーおじさん           | アルバート・フィニー           | 大木民夫 | 勝部演之                   |
| クリスティ・ロバーツ       | アビー・コーニッシュ           | 細野雅世 | 佐古真弓                   |
| フランシス・デュフロ       | ディディエ・ブルドン           | | 辻親八                     |
| リュディヴィーヌ・デュフロ | イザベル・カンドリエ           | | 深見梨加                   |
| チャーリー・ウィリス       | トム・ホランダー               | 小形満 | 小森創介                   |
| ケニー                     | レイフ・スポール               | | 加瀬康之                   |
| ジェンマ                   | アーチー・パンジャビ           | | 小島幸子                   |
| ドアマン                   | ダニエル・メイズ               | | 伊丸岡篤                   |
| 支配人                     | ジャンニア・ファシオ           | | 深見梨加                   |
| エイミス                   | リチャード・コイル             | | 咲野俊介                   |
| ジャン・マリー・ブリュニエ | ジル・ガストン＝ドレフュス     | | 後藤哲夫                   |
| ナタリー・オーゼ           | ヴァレリア・ブルーニ＝テデスキ | |                            |
| ナイジェル卿               | ケネス・クラナム               | | 村松康雄                   |
| その他                     | N/A                            | 沢海陽子 楠見尚己 定岡小百合 小野塚貴志 塚田正昭 斎藤恵理 浜田賢二 佐藤雄大 鍋井まき子 たなか久美 千々和竜策 須藤絵里花 | 沢城みゆき 中村浩太郎 ほか |
|                            |                                | |                            |
| 演出                       |                                | 百瀬浩二 |                            |
| 翻訳                       |                                | 松原桂子 |                            |
| 制作                       |                                | グロービジョン |                            |

機内上映版はDisney+、U-NEXTで配信されている。

## スタッフ
- 監督・製作：リドリー・スコット
- 製作総指揮：ブランコ・ラスティグ、ジュリー・ペイン、リサ・エルジー
- 原作：ピーター・メイル
- 脚本：マーク・クライン
- 撮影：フィリップ・ル・スール
- 美術：ソーニャ・クラウス
- 編集：ドディ・ドーン
- 音楽：マルク・ストライテンフェルト

## 評価
レビュー・アグリゲーターのRotten Tomatoesでは134件のレビューで支持率は25%、平均点は4.80/10となった。Metacriticでは33件のレビューを基に加重平均値が47/100となった。